# Herrarnas lagtävling i bågskytte vid olympiska sommarspelen 2008
Huvudartikel: Bågskytte vid olympiska sommarspelen 2008
Herrarnas lagtävling i bågskytte vid olympiska sommarspelen 2008 var en del av bågskyttetävlingarna vid olympiska sommarspelen 2008 i Beijing. Tävlingarna hölls vid Olympic Green Archery och varade från 9 till 11 augusti. Först hölls en rankingrunda, och därefter slogs deltagarna ut två mot två. 

## Medaljörer
| Klass      | Guld                                               | Silver                                             | Brons                                  |
| Lag herrar | Sydkorea Im Dong-Hyun Lee Chang-Hwan Park Kyung-Mo | Italien Mauro Nespoli Marco Galiazzo Ilario Di Buò | Kina Jiang Lin Li Wenquan Xue Hai Feng |

## Resultat

### Rankingrunda
| Rankning | Lag                                                                       | 1 halvan | 2 halvan | 10-poängare | Bommar | Resultat |
| 1        | Sydkorea                                                                  |          |          |             |        | 2015     |
| -------- | ------------------------------------------------------------------------- | -------- | -------- | ----------- | ------ | -------- |
| 1        | Im Dong-Hyun                                                              |          |          |             |        | 670      |
| 1        | Lee Chang-Hwan                                                            |          |          |             |        | 669      |
| 1        | Park Kyung-Mo                                                             |          |          |             |        | 676      |
| 2        | Ukraina                                                                   |          |          |             |        | 1997     |
| 2        | Markiyan Ivashko                                                          |          |          |             |        | 658      |
| 2        | Viktor Ruban                                                              |          |          |             |        | 678      |
| 2        | Oleksandr Serdyuk                                                         |          |          |             |        | 676      |
| 3        | Malaysia                                                                  |          |          |             |        | 1993     |
| 3        | Cheng Chu Sian                                                            |          |          |             |        | 660      |
| 3        | Khalmizam Wan Abd Aziz                                                    |          |          |             |        | 674      |
| 3        | Muhammad Marbawi Sulaiman                                                 |          |          |             |        | 659      |
| 4        | Ryssland                                                                  |          |          |             |        | 1989     |
| 4        | Andrey Abramov                                                            |          |          |             |        | 660      |
| 4        | Bair Badënov                                                              |          |          |             |        | 658      |
| 4        | Balzhinima Tsyrempilov                                                    |          |          |             |        | 671      |
| 5        | Storbritannien                                                            |          |          |             |        | 1988     |
| 5        | Laurence Godfrey                                                          |          |          |             |        | 657      |
| 5        | Simon Terry                                                               |          |          |             |        | 670      |
| 5        | Alan Wills                                                                |          |          |             |        | 661      |
| 6        | Italien                                                                   |          |          |             |        | 1986     |
| 6        | Ilario Di Buò                                                             |          |          |             |        | 670      |
| 6        | Marco Galiazzo                                                            |          |          |             |        | 667      |
| 6        | Mauro Nespoli                                                             |          |          |             |        | 649      |
| 7        | [[Fil:Flag of Chinese Taipei for Olympic games.svg\|border\|17px]] Taiwan |          |          |             |        | 1980     |
| 7        | Chen Szu-Yuan                                                             |          |          |             |        | 654      |
| 7        | Kuo Cheng Wei                                                             |          |          |             |        | 659      |
| 7        | Wang Cheng-Pang                                                           |          |          |             |        | 667      |
| 8        | Polen                                                                     |          |          | 88          | 20     | 1977     |
| 8        | Rafał Dobrowolski                                                         |          |          |             |        | 667      |
| 8        | Piotr Piątek                                                              |          |          |             |        | 649      |
| 8        | Jacek Proć                                                                |          |          |             |        | 661      |
| 9        | Australien                                                                |          |          | 74          | 15     | 1977     |
| 9        | Matthew Gray                                                              |          |          |             |        | 654      |
| 9        | Sky Kim                                                                   |          |          |             |        | 665      |
| 9        | Michael Naray                                                             |          |          |             |        | 658      |
| 10       | USA                                                                       |          |          |             |        | 1969     |
| 10       | Brady Ellison                                                             |          |          |             |        | 664      |
| 10       | Richard Johnson                                                           |          |          |             |        | 653      |
| 10       | Victor Wunderle                                                           |          |          |             |        | 652      |
| 11       | Kanada                                                                    |          |          |             |        | 1954     |
| 11       | John-David Burnes                                                         |          |          |             |        | 644      |
| 11       | Crispin Duenas                                                            |          |          |             |        | 664      |
| 11       | Jay Lyon                                                                  |          |          |             |        | 646      |
| 12       | Kina                                                                      |          |          |             |        | 1941     |
| 12       | Jiang Lin                                                                 |          |          |             |        | 632      |
| 12       | Li Wenquan                                                                |          |          |             |        | 646      |
| 12       | Xue Hai Feng                                                              |          |          |             |        | 663      |

### Bronsmatch
|      | Resultat  |         |
| ---- | --------- | ------- |
| Kina | 222 - 219 | Ukraina |

### Final
| Rankning                                   | Lagmedlemmar | Plats           | Pilar           | Pilar           | Pilar           | Resultat |
| ------------------------------------------ | ------------ | --------------- | --------------- | --------------- | --------------- | -------- |
|                                            | Sydkorea     | 24-match totalt | 24-match totalt | 24-match totalt | 24-match totalt | 227      |
| Lee Chang-Hwan Im Dong-Hyun Park Kyung-Mo  | 1            | 10              | 10              | 10              | 30              |          |
| Lee Chang-Hwan Im Dong-Hyun Park Kyung-Mo  | 1            | 10              | 10              | 8               | 28              |          |
| Lee Chang-Hwan Im Dong-Hyun Park Kyung-Mo  | 2            | 10              | 10              | 10              | 30              |          |
| Lee Chang-Hwan Im Dong-Hyun Park Kyung-Mo  | 2            | 9               | 10              | 10              | 29              |          |
| Lee Chang-Hwan Im Dong-Hyun Park Kyung-Mo  | 3            | 9               | 9               | 9               | 27              |          |
| Lee Chang-Hwan Im Dong-Hyun Park Kyung-Mo  | 3            | 9               | 9               | 10              | 28              |          |
| Lee Chang-Hwan Im Dong-Hyun Park Kyung-Mo  | 4            | 9               | 9               | 9               | 27              |          |
| Lee Chang-Hwan Im Dong-Hyun Park Kyung-Mo  | 4            | 9               | 10              | 9               | 28              |          |
|                                            | Italien      | 24-match totalt | 24-match totalt | 24-match totalt | 24-match totalt | 225      |
| Mauro Nespoli Ilario Di Buò Marco Galiazzo | 1            | 10              | 10              | 7               | 27              |          |
| Mauro Nespoli Ilario Di Buò Marco Galiazzo | 1            | 10              | 10              | 9               | 29              |          |
| Mauro Nespoli Ilario Di Buò Marco Galiazzo | 2            | 9               | 8               | 10              | 27              |          |
| Mauro Nespoli Ilario Di Buò Marco Galiazzo | 2            | 10              | 9               | 9               | 28              |          |
| Mauro Nespoli Ilario Di Buò Marco Galiazzo | 3            | 10              | 9               | 10              | 29              |          |
| Mauro Nespoli Ilario Di Buò Marco Galiazzo | 3            | 10              | 10              | 10              | 30              |          |
| Mauro Nespoli Ilario Di Buò Marco Galiazzo | 4            | 9               | 10              | 10              | 29              |          |
| Mauro Nespoli Ilario Di Buò Marco Galiazzo | 4            | 9               | 10              | 7               | 26              |          |

## Rekord
| Datum      | Rekord       | Omgång          | Namn                                      | Nation   | Poäng | OR | WR |
| ---------- | ------------ | --------------- | ----------------------------------------- | -------- | ----- | -- | -- |
| 11 augusti | 24-pilsmatch | Första omgången | Rafał Dobrowolski Piotr Piątek Jacek Proć | Polen    | 223   | OR |    |
| 11 augusti | 24-pilsmatch | Kvartsfinal     | Im Dong-Hyun Lee Chang-Hwan Park Kyung-Mo | Sydkorea | 224   | OR |    |
| 11 augusti | 24-pilsmatch | Final           | Im Dong-Hyun Lee Chang-Hwan Park Kyung-Mo | Sydkorea | 227   | OR |    |